# Veronica Dahl
Pour les articles homonymes, voir Dahl.
Veronica Dahl est une informaticienne argentino-canadienne, reconnue comme l’une des 15 fondatrices du domaine de la programmation logique.

## Jeunesse
Dahl a tout d'abord étudier à l'université de Buenos Aires et a obtenu un diplôme en informatique en 1974 et a aussi fait des études de littérature mais dont elle n'a pas achevé. En raison du conflit politique en Argentine qui s'intensifiait, elle a poursuivi ses études supérieures en France.
Dahl a donc intégrer l'université d'Aix-Marseille et a obtenu dans un premier temps le Diplôme d’Etudes Approfondies en 1976. Elle a poursuivi et obtint un doctorat en intelligence artificielle en 1977. Ce fut la première diplômé de l'université.

## Carrière
Pendant qu'elle faisait la recherche pour son doctorat, Dahl est devenue la première pionnière et donc la première à se lancer dans une entreprise de la programmation logique en développant le premier système de base de données de programmation logique. La recherche et les méthodologies de Dahl sont devenues multidisciplinaires comme la linguistique computationnelle, la biologie moléculaire computationnelle et l'intelligence artificielle. Elle est devenue professeure à l'université Simon Fraser en 1982. En 1996, elle a été honorée par la Logic Programming  Association comme l'une des 15 fondatrices du Logic Programming Field.
L'université Simon Fraser a refusé de lui rembourser dix-sept dollars pour les frais de gardes d'enfants alors qu'elle faisait un discours d'invité à Victoria où elle a due voyager avec son bébé. À la suite de cela, elle s'est rendue à son département puis au Conseil de recherches en sciences naturelles et en génie du Canada (CRSNG) avec sa protestation, qui s'est terminé par la modification de la politique du CRSNG afin de faire de la garde d'enfants une dépense couverte pour les chercheurs en soins infirmiers qu'ils finançaient. Dahl a également obtenu un changement dans la législation de la SFU après qu'une de ses étudiantes ait été exclue pour cause de retard, retard causé par un accouchement de deux jumeaux ayant mis sa vie en danger.
Dahl a développé de nombreux projets de recherches et collaborations internationales notamment avec le Danemark, l'Espagne, le Portugal, l'Allemagne et la France, et a travaillé avec IBM, Vancouver Software Labs, International Artificial Inteligence. Elle a été présidente de l'Association of Logic Programming de 2001 à 2005. En 2012, elle a quitté son poste de professeure à l'université Simon Fraser afin de se concentrer sur ses recherches. Le SFU lui a donné le statut de professeure émérite à vie à partir de 2013. Son programme de recherches continue grâce aux financements du CRSNG ainsi que l'intermédiaire de sa propre société d'intelligence artificielle. En plus de ses activités scientifiques, elle pratique des activités artistiques et se produit régulièrement comme chanteuse et guitariste à Vancouver,.

## Recherche
Veronica Dahl axe ses recherches sur «combler le fossé entre les sciences formelles et humanistes, et pour parvenir à une communication plus humaine avec les ordinateurs».
Les recherches de Dahl ont eu un impact théorique et pratique en logique, linguistique, intelligence informatique, programmation Internet, mondes virtuels et biologie moléculaire.
Dahl a travaillé sur la découverte d'oligos signature, ce qui a donné lieu à l’utilisation quotidienne de logiciels à Agriculture et Agroalimentaire Canada, a en outre été utilisé afin de compléter la validation d’un réseau pour toutes les espèces de Phytophthora, avec un impact élevé pour la foresterie, pour les sciences marines, pour l'entomologie, et pour détecter les ventes frauduleuses de poisson.
Actuellement, ses recherches portent sur l’induction grammaticale pour les langues sous-financées et sur les utilisations solidaires vs favorisant la domination de l’Intelligence Artificielle.

### Publications savantes les plus importantes
1. Bases de connaissances linguistiques et World Wide Web[2]
2. Méthodologies intelligentes pour les sciences de la vie, en particulier la biologie moléculaire[2]
3. Les propriétés en tant que contraintes, de l’analyse à la modélisation cognitive[2]
4. Intégrer des méthodologies de haut niveau dans un nouveau langage: HYPROLOG[2]

## Honneurs et récompenses
Tout au long de sa carrière, Dahl a reçu de nombreux honneurs et récompenses, elle a reçu  le prix Calouste Gulbenkian pour la science et la technologie en 1994, elle a ensuite été nommée comme l’une des membres fondatrices de la programmation logique par l’Association for Logic Programming en 1997 et a enfin reçu, en 2009,lors de la troisième conférence internationale sur l’interaction entre le calcul naturel et artificiel, le prix du meilleur article prometteur.

## Œuvres littéraires

### Livres
- (1989) Abramson, H. & Dahl, V. Logic Grammars. Springer.

### Prose
- (1999) Aimer cacher, aimer inventer. Premier prix dans la catégorie Prose, Concours littéraire Cecilia Lamont.
- (2000) Détour. Premier Prix, concours littéraire Crime55.
- (2000) Un cas de possession. Premier prix dans la catégorie Prose, Concours littéraire Cecilia Lamont

### Poésie
- (2000) Intégrité. Finaliste du 11e concours annuel de poésie, Hope Writers Guild.
- (2000) Life Tides. Finaliste du concours de poésie Millenium 2000